# قائمة أنهار ألمانيا
قائمة أنهار ألمانيا:
هذه هي قائمة أنهار ألمانيا، وتعني القائمة بكل الأنهار التي تجري في ألمانيا ولو جزئيا على الأقل.
أنهار ألمانيا تصب في ثلاثة بحار هي بحر البلطيق والبحر الأسود وبحر الشمال.

## أهم الأنهار في ألمانيا
- نهر الأودر: والذي يصب في بحر البلطيق.
- نهر الدانوب: والذي يصب في البحر الأسود.
- نهر الراين: والذي يصب في بحر الشمال.

بعض الأنهار مثل (نهر الميز) لا تتدفق عبر ألمانيا نفسها، لكنها ذكرت هنا لأنها روافد ألمانية.

## الأنهار التي تصب في بحر البلطيق
- نهر شفنتينا
- نهر تريف
  - نهر ستابينت
- نهر فارنوف
  - نهر نيبول
- نهر ريكنتس
- نهر بيني ستروم
  - نهر بين
    - نهر تولنس

  - فرع من فروع نهر الأودر
- نهر الخنازير
  - نهر يوكر
  - نهر الأودر
    - نهر نيسي اللوساتي

## الأنهار التي تصب في البحر الأسود
- نهر الدانوب
  - نهر إين
    - نهر روت
    - نهر سالزاخ
    - نهر آلاز
      - نهر كيميزيه
        - نهر تيرلر آخن

    - نهر إيشين

  - نهر آيلز
  - نهر فلز
  - نهر آيزر
    - نهر أمبر
    - نهر لويزاخ

  - نهر غروبيليبر
  - نهر ريجن
    - نهر تشامب

  - نهر ناب
    - نهر فلز

  - نهر شوارتزليبر
  - نهر أولتمويل
  - نهر آبنز
    - نهر آيلم

  - نهر بار
  - نهر فريدبجرآخ
  - نهر ليخ

## الأنهار التي تصب في بحر الشمال
- نهر الميز
- نهر الراين
- نهر إمس
- نهر إلبه
- نهر آيدر